# Guangqi Honda Automobile

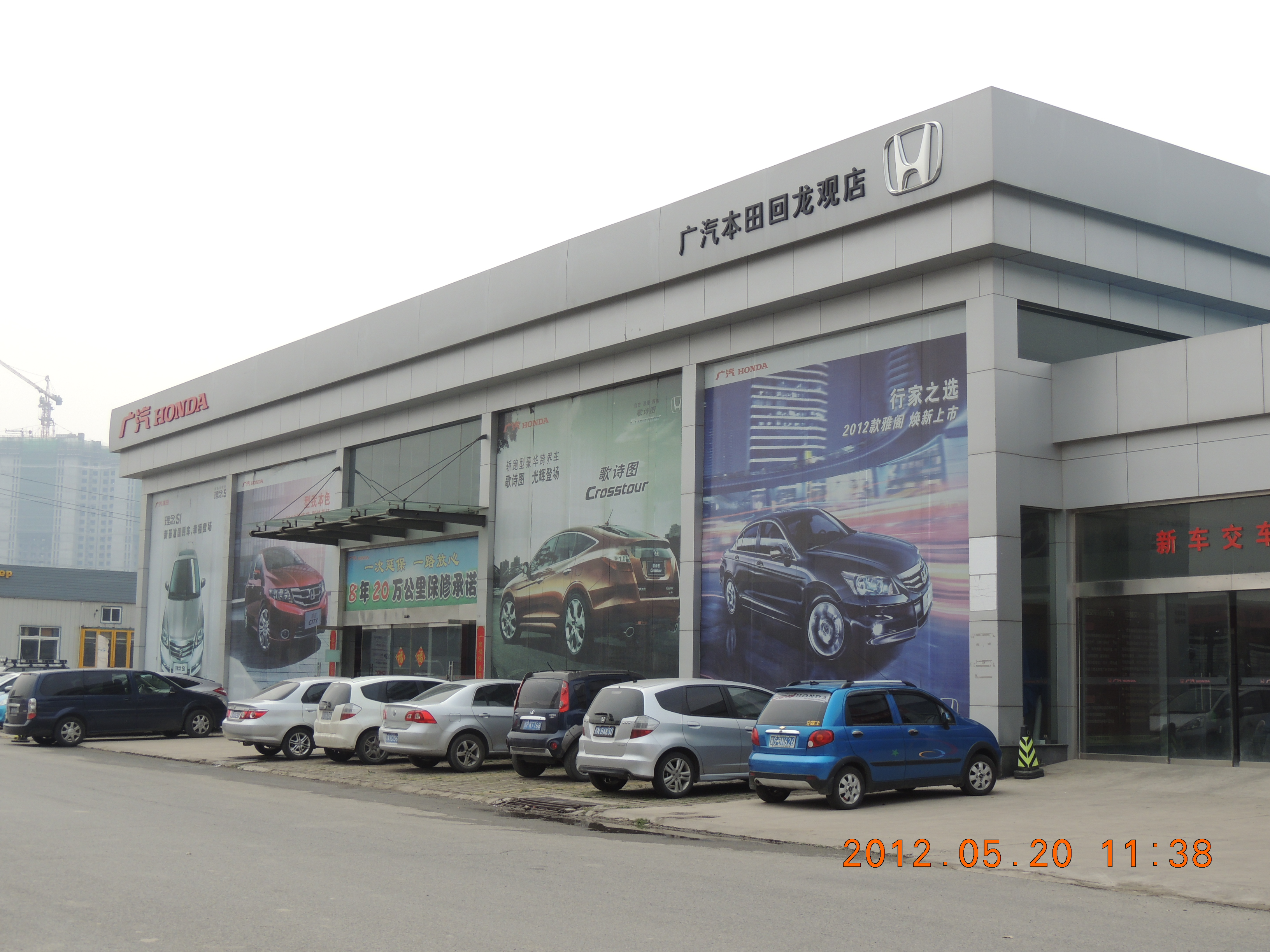
Concesionario Guangqi Honda en Beijing, China

GAC Honda Automobile Co., Ltd. es una joint venture empresa china de fabricación de automóviles. con sede en Guangzhou, Provincia de Cantón.
Copropiedad de Honda y GAC Group (Guangqi), GAC Honda opera dos plantas que, desde 2011, producen modelos de la marca Honda y un automóvil vendido bajo la marca Everus, que se comercializa únicamente en China. GAC Honda's products incorporate Japanese-made parts.
Originalmente llamado Guangzhou Honda, se cambió a GAC Honda en 2009. A 2011, la empresa cuenta con una capacidad de producción anual de 480.000 unidades.

## Historia
Buscando reemplazar las pérdidas de la Guangzhou Peugeot Automobile Company para una empresa conjunta con otro fabricante de automóviles extranjero, el gobierno de Guangzhou estableció Guangzhou Honda Automobile Co Ltd con Honda, que superó a varios rivales por el privilegio, en mayo o julio de 1998. GAC Honda lanzó su primer modelo, una versión americana Accord en marzo de 1999 junto con su primera tienda 4S.
La fabricación de un producto con el que el consumidor chino estaba familiarizado a través de importaciones de alta calidad, así como una red de ventas y servicios preexistente para estos automóviles, puede haber contribuido al éxito inicial de GAC Honda. Una empresa conjunta recientemente fallida entre el Gobierno de Guangzhou y Peugeot (Guangzhou Peugeot Automobile Company) también ayudó a preparar el terreno.[cita requerida]
Desde 2009, GAC Honda distribuye automóviles por barco, reduciendo así las distancias de transporte secundario y las pérdidas de transporte y, al mismo tiempo, siendo responsable con el medio ambiente.La empresa también utiliza transporte por ferrocarril y carretera.

## Products

### Honda
- Accord
- Avancier
- Breeze
- Crider
- Fit
- Integra
- Odyssey
- Vezel
- ZR-V
- e:NP1
- e:NP2
- Ye P7

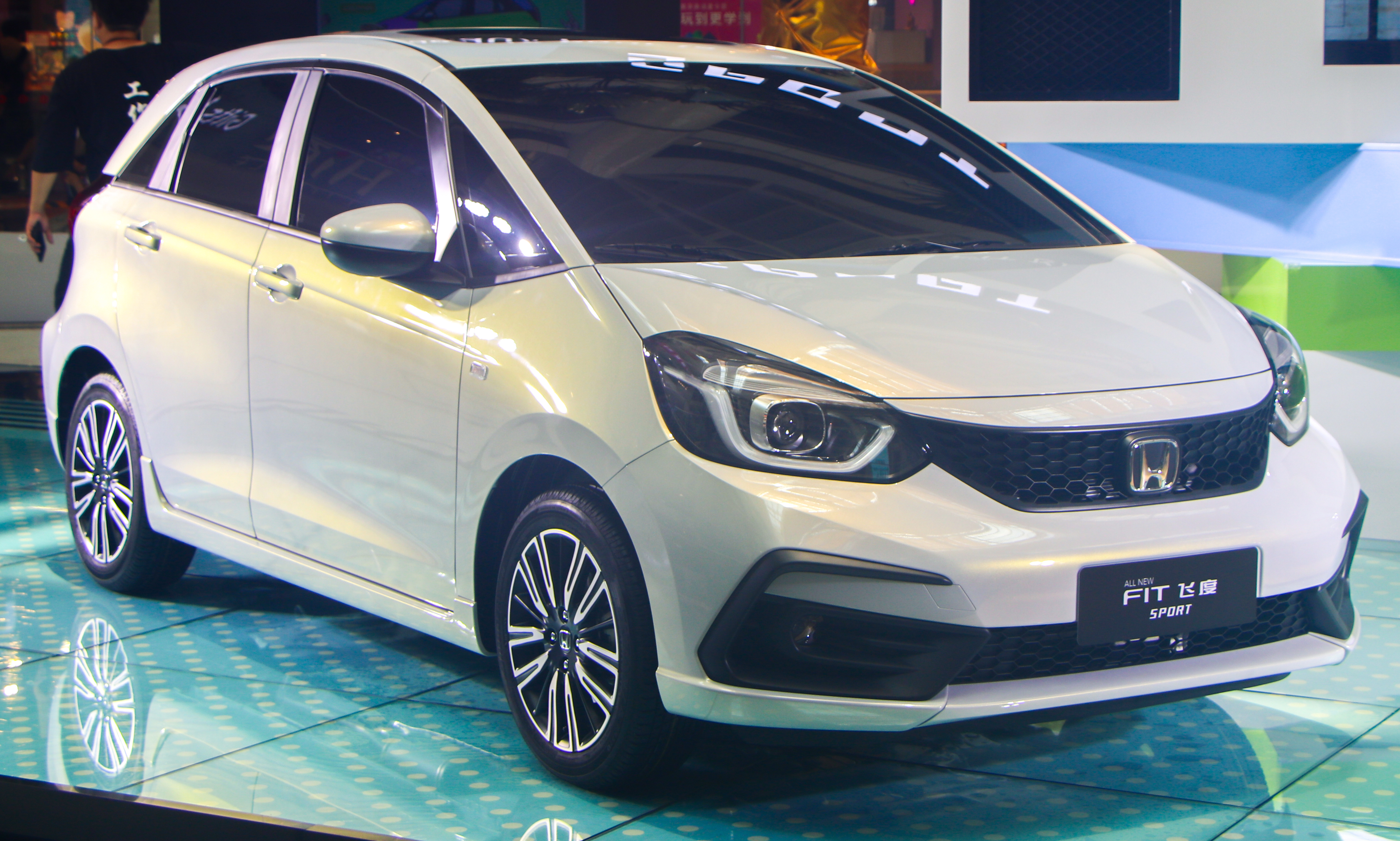
Honda Fit
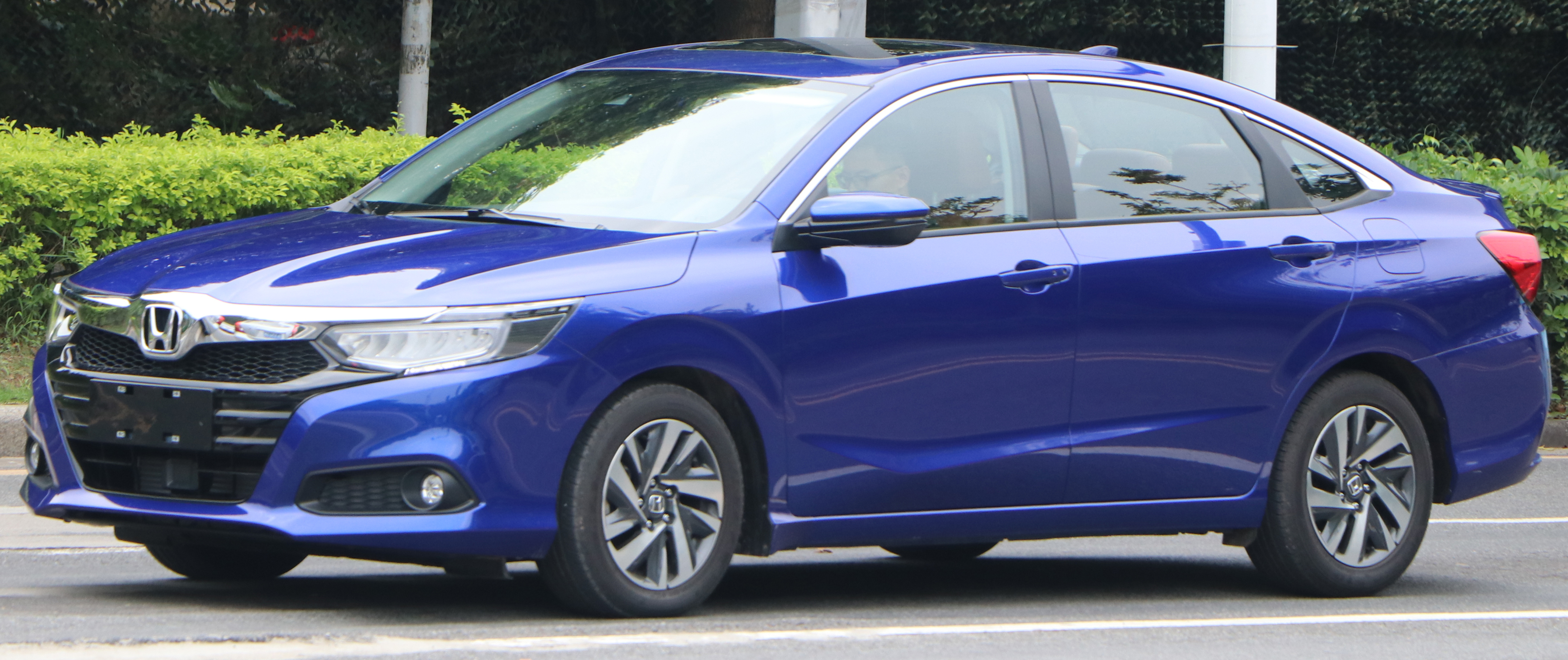
Honda Crider
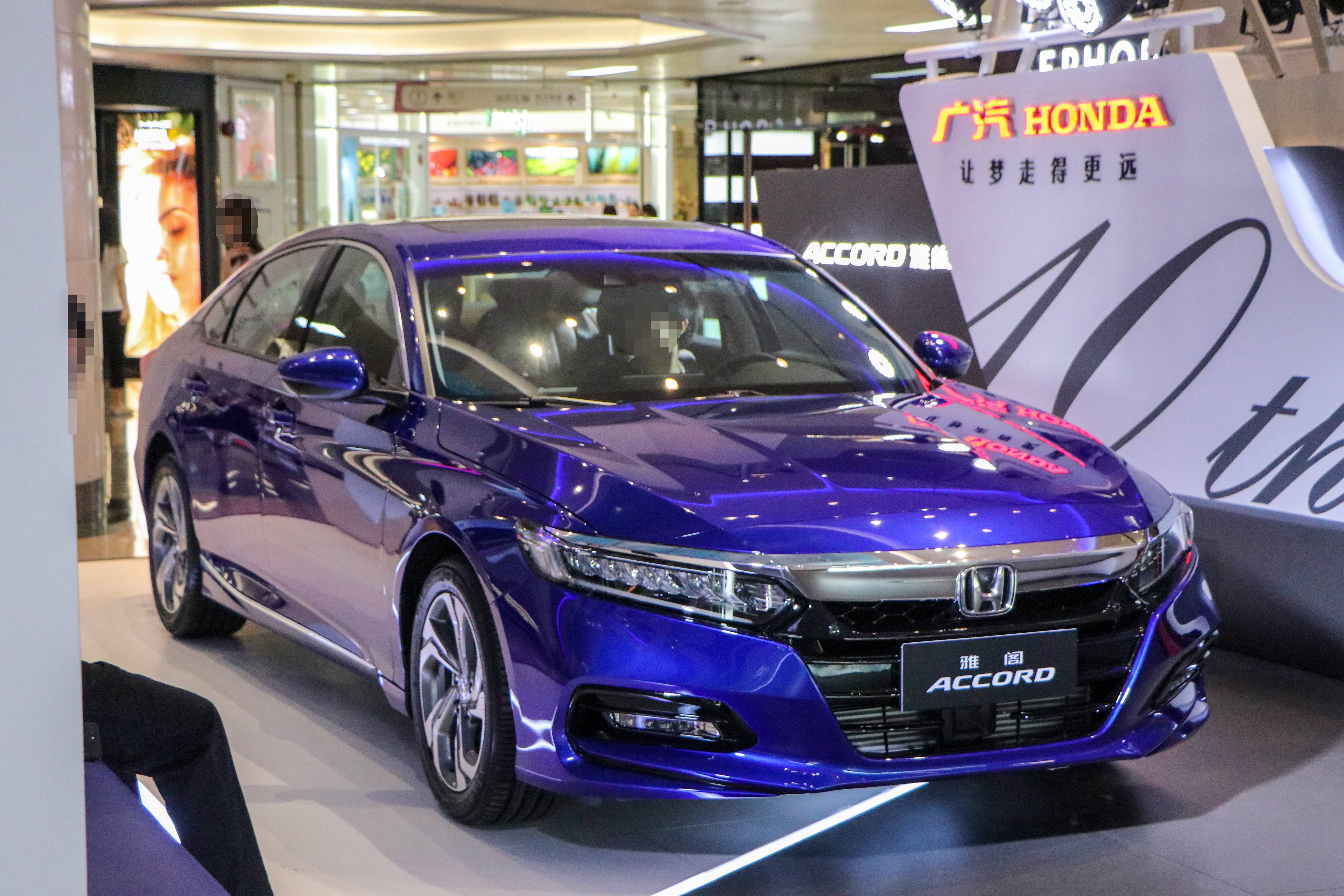
Honda Accord
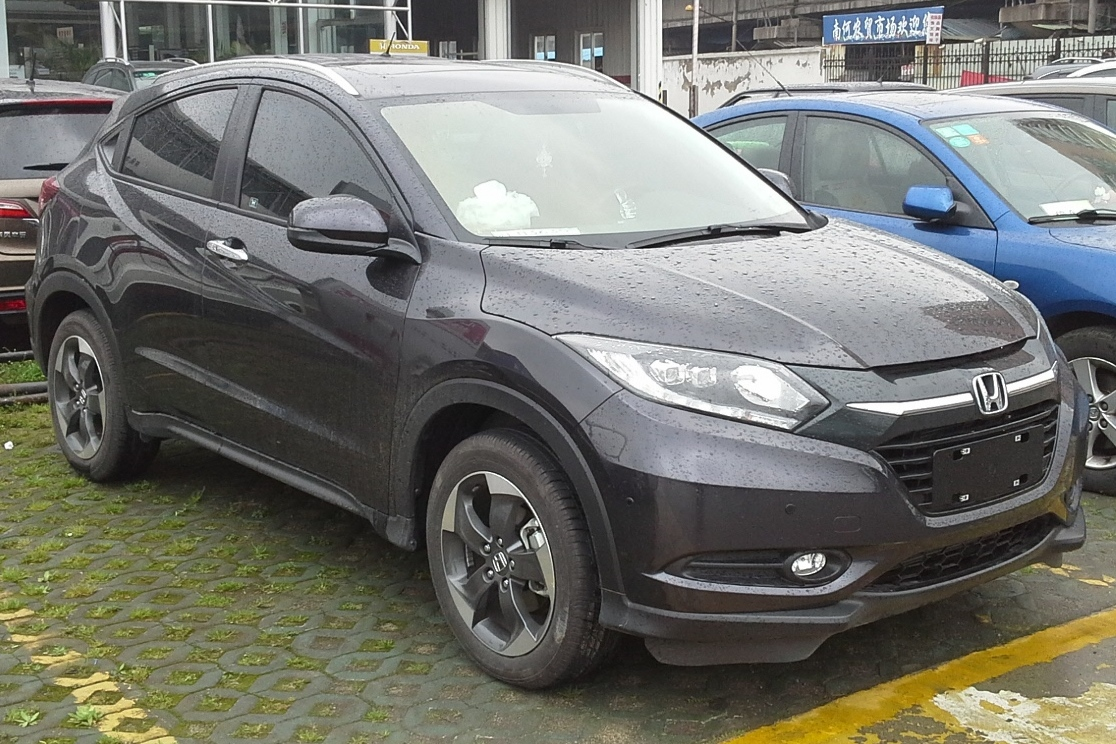
Honda Vezel
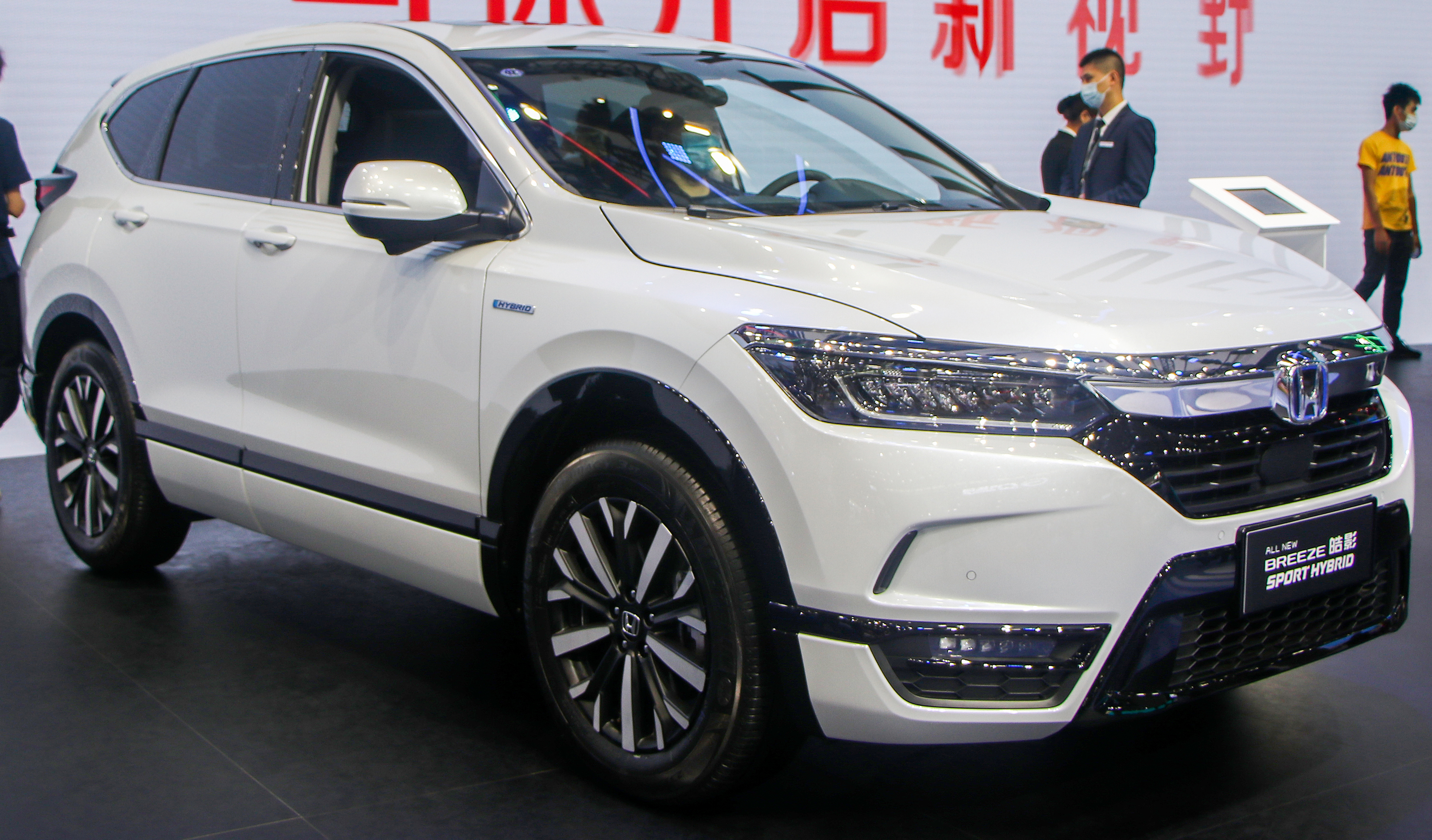
Honda Breeze
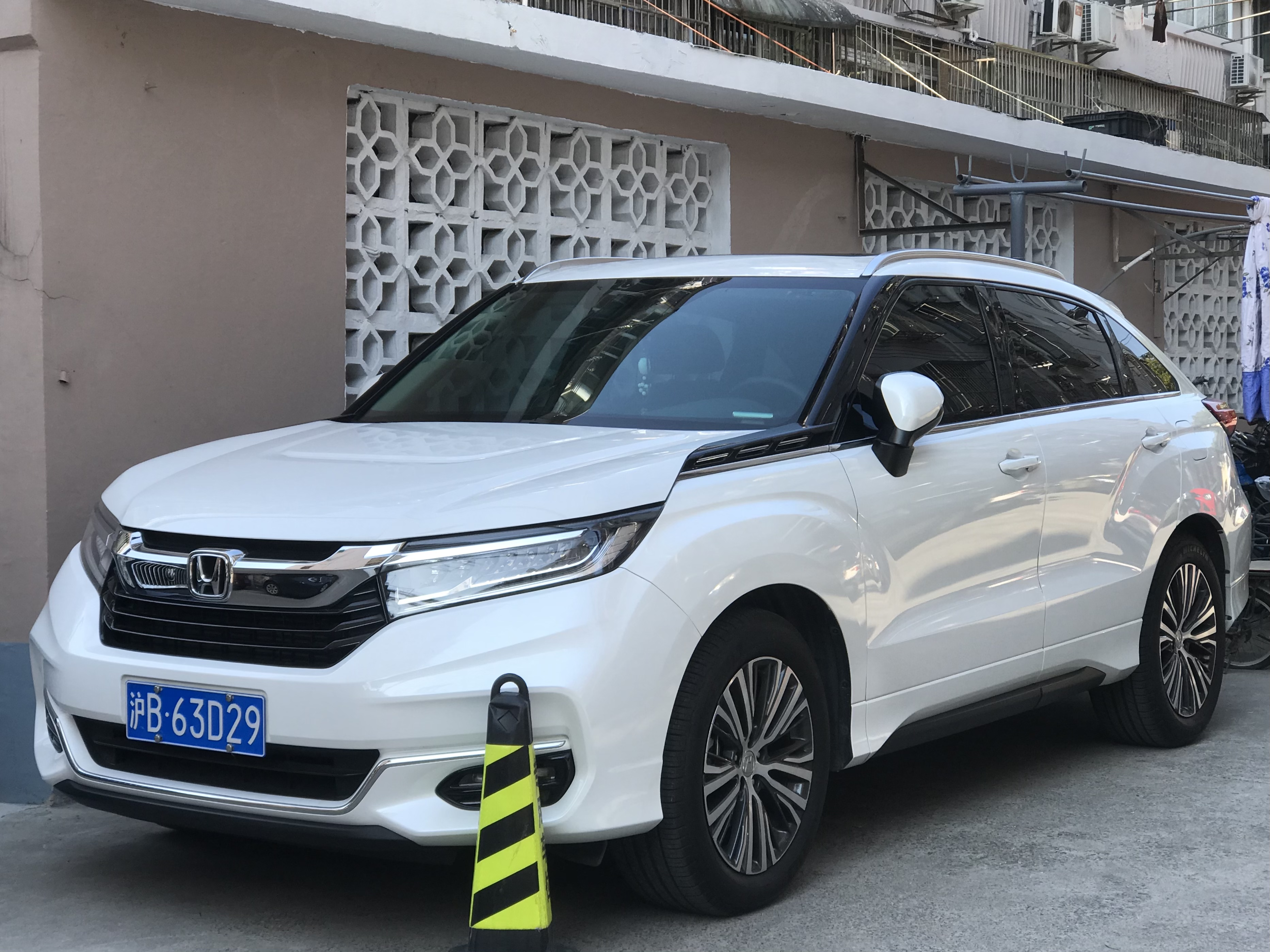
Honda Avancier
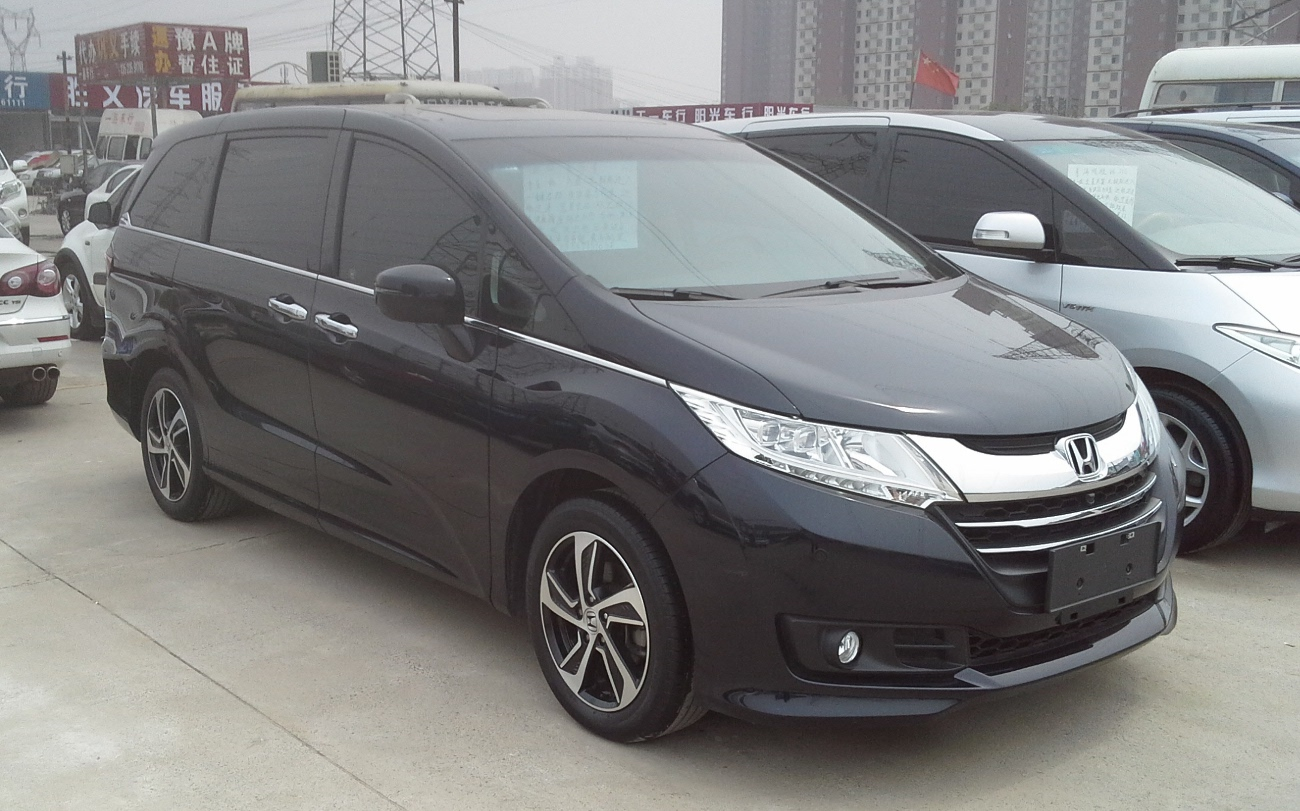
Honda Odyssey
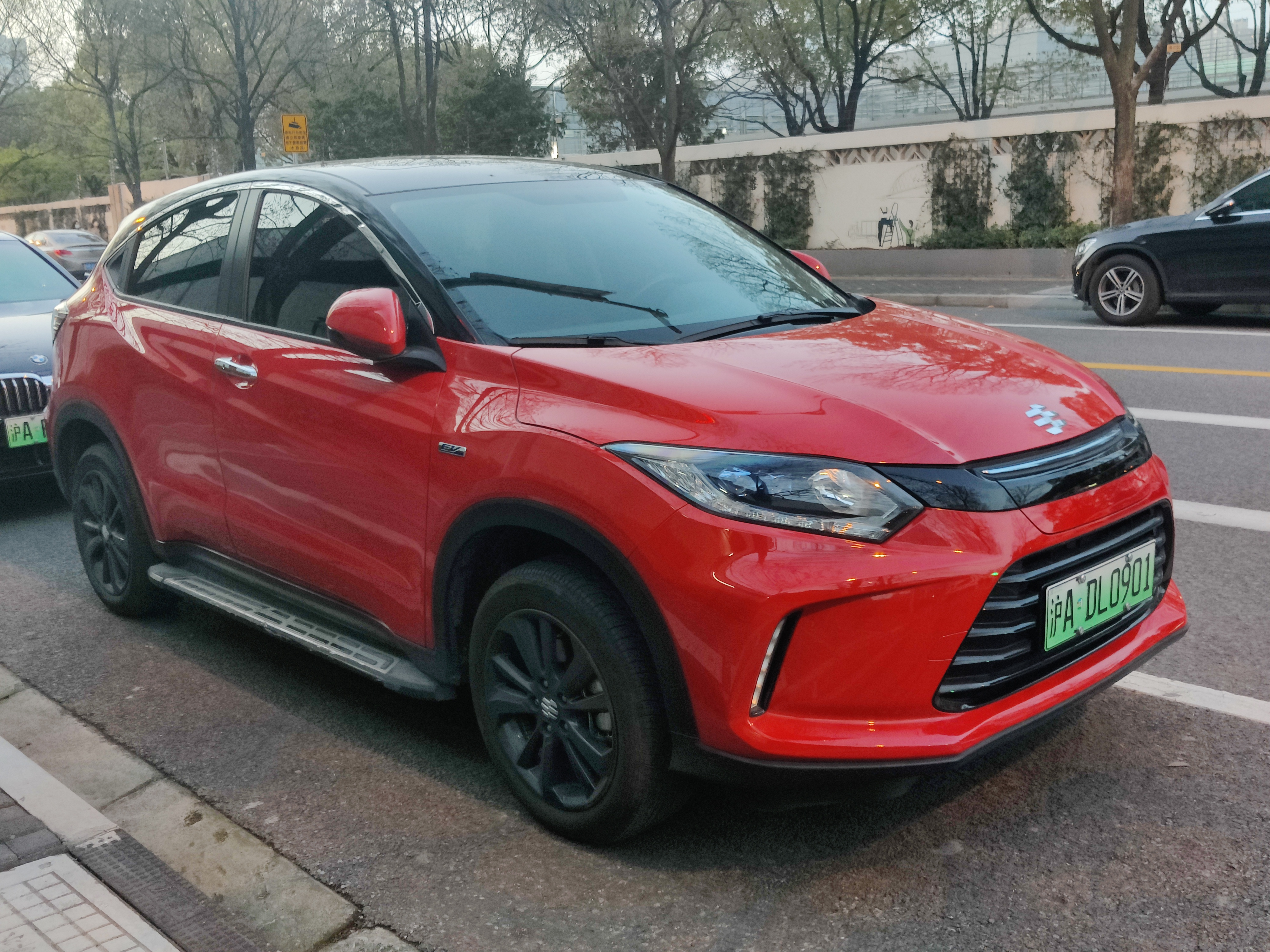
Everus VE-1
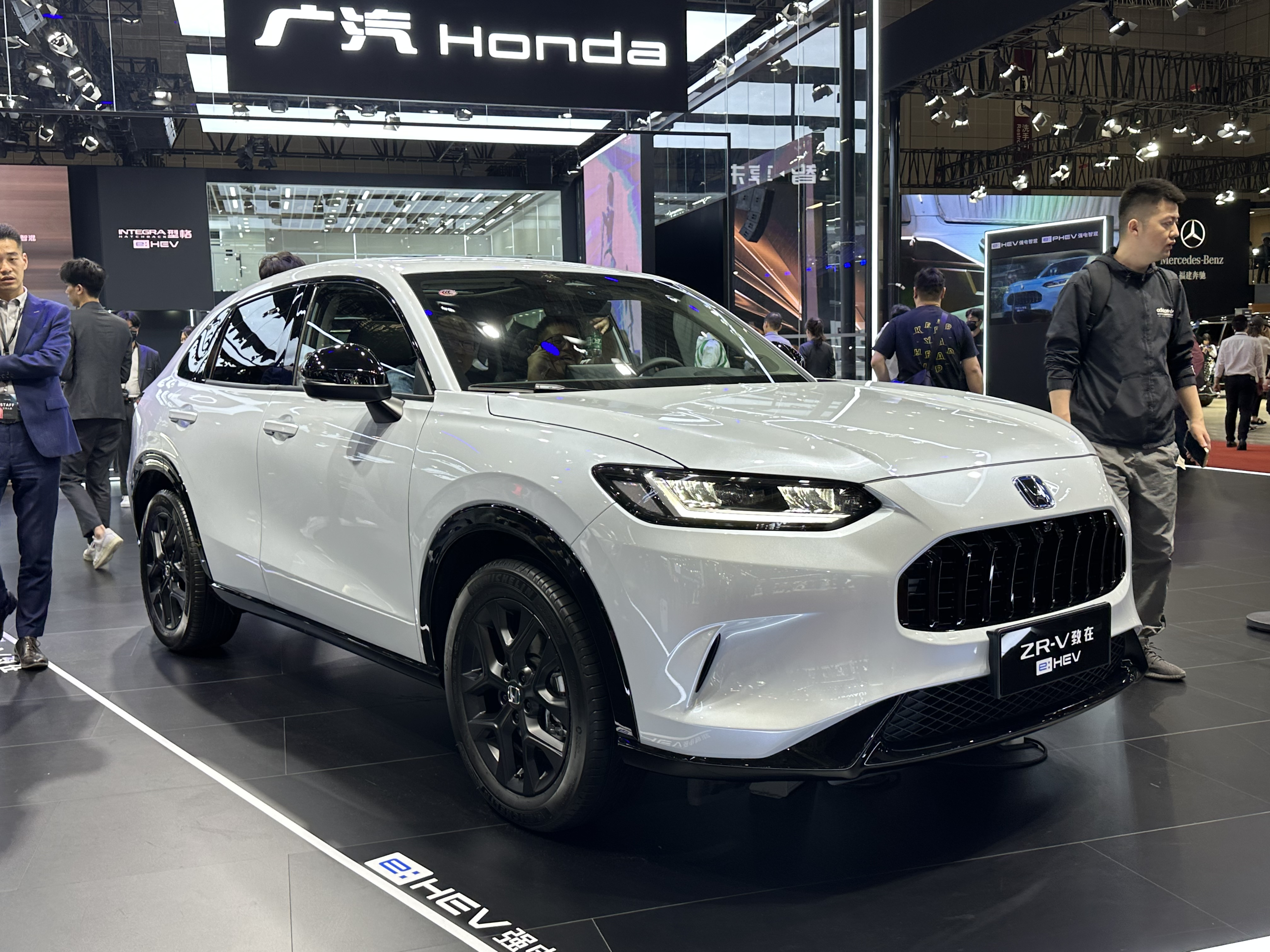
Honda ZR-V
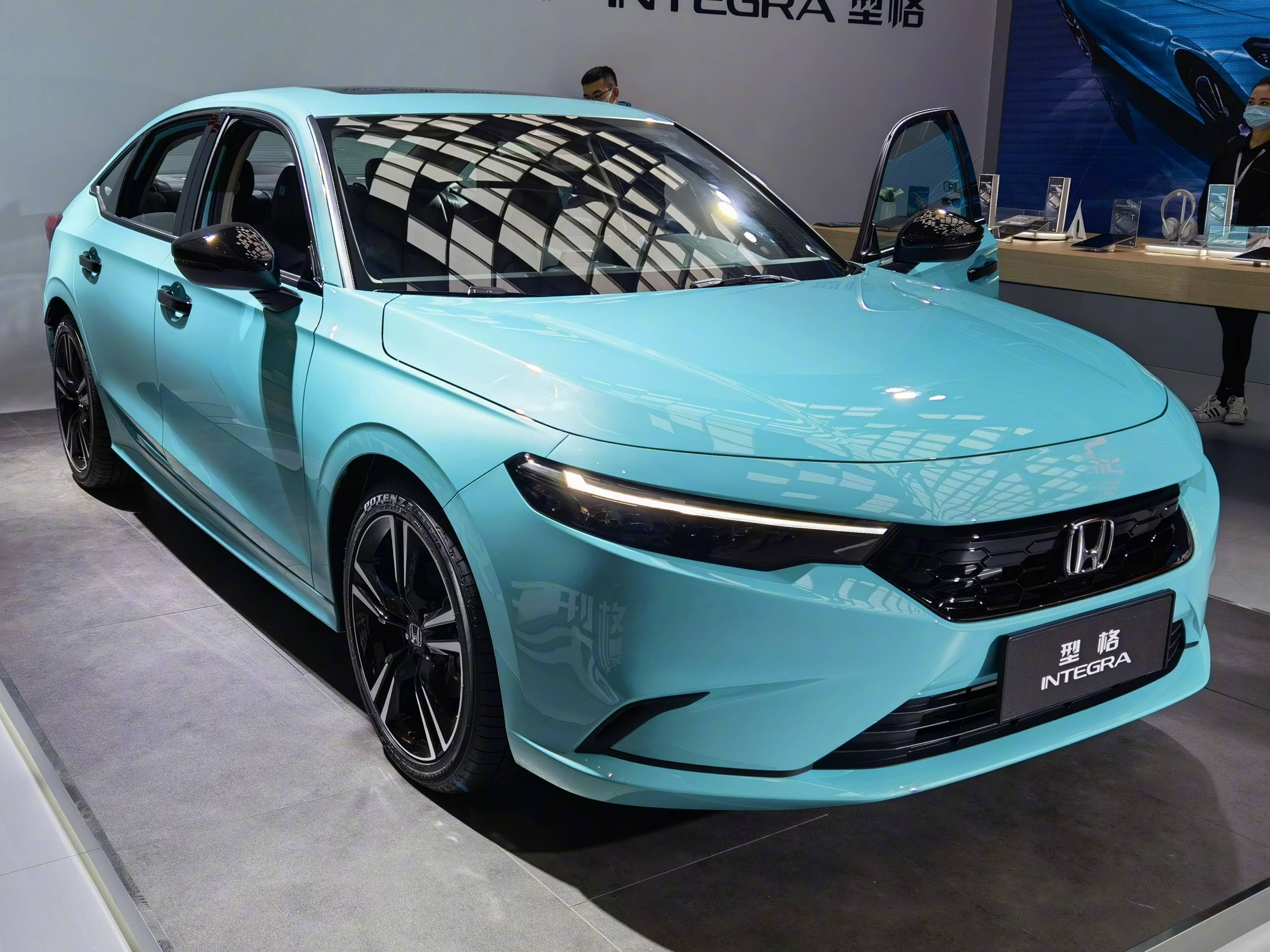
Honda Integra
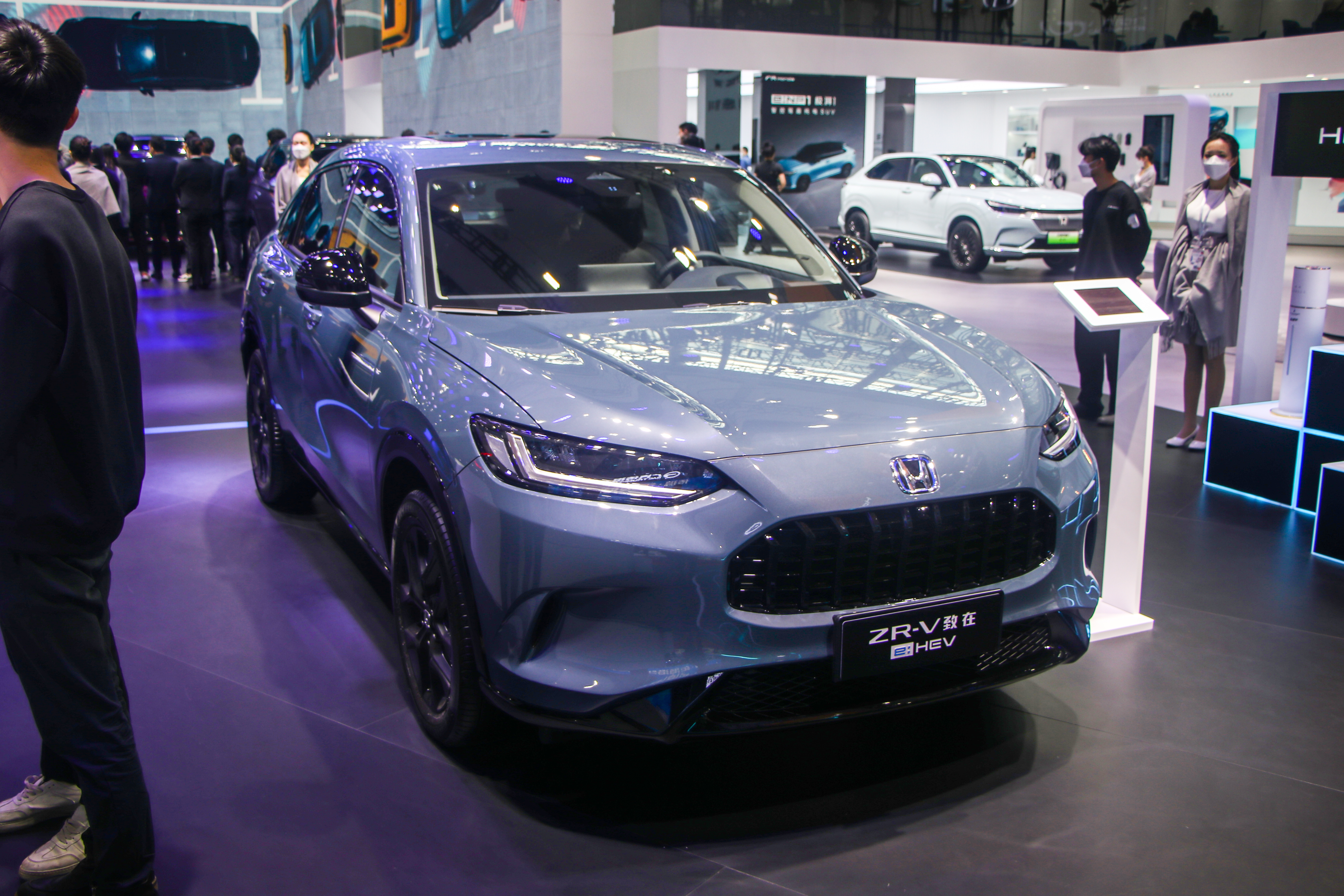
Honda ZR-V eHEV
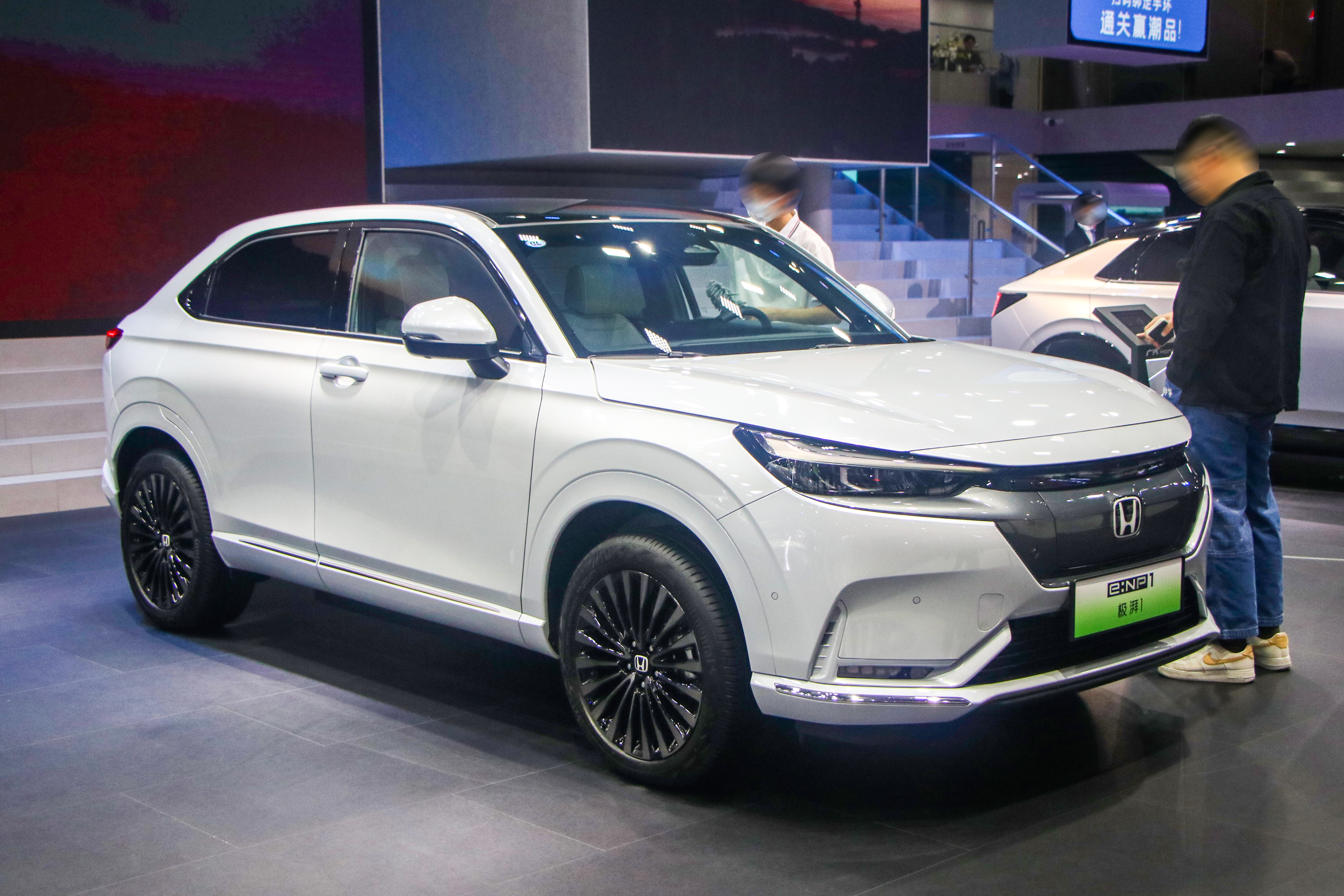
Honda e:NP1
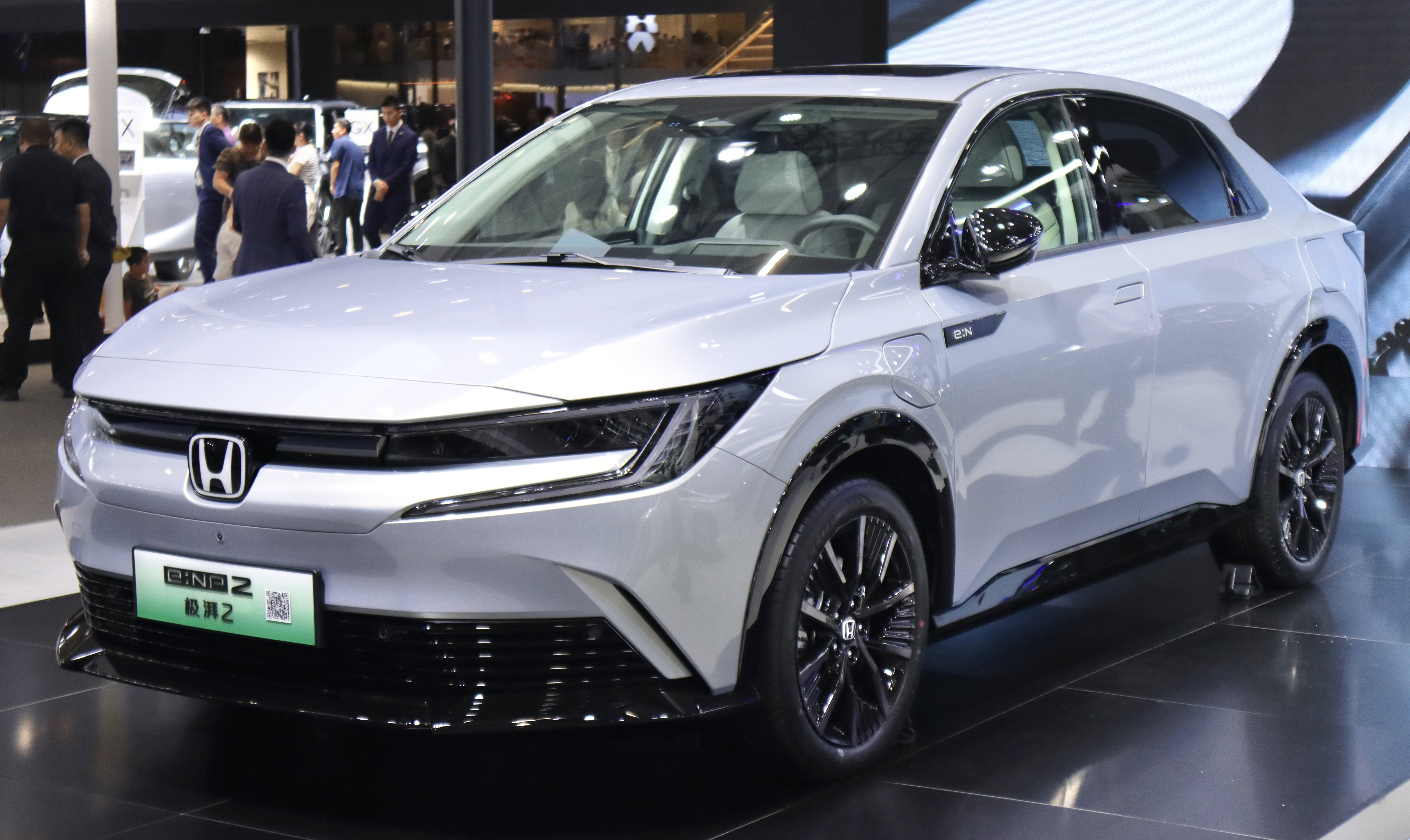
Honda e:NP2
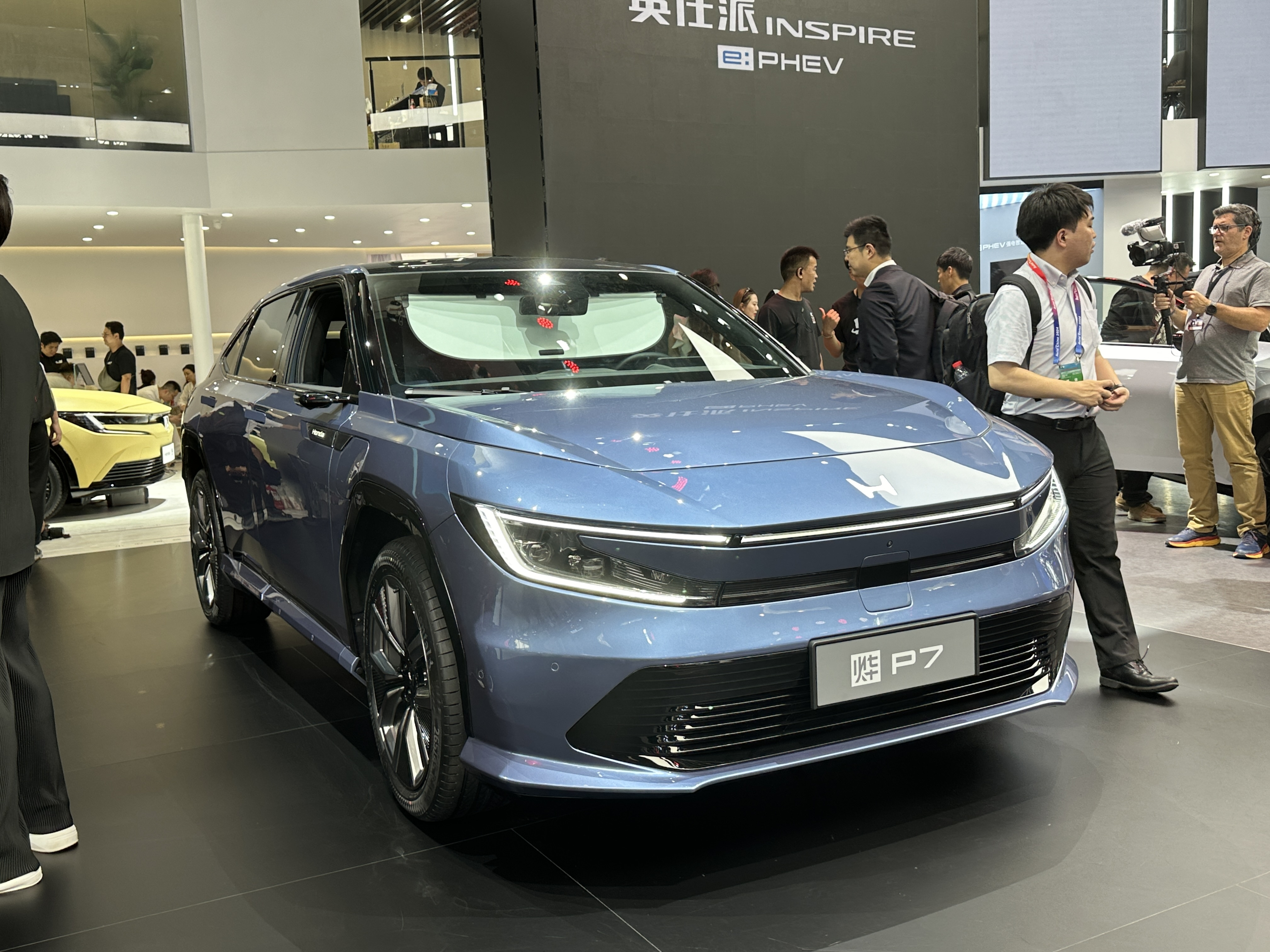
Honda Ye P7

### Everus

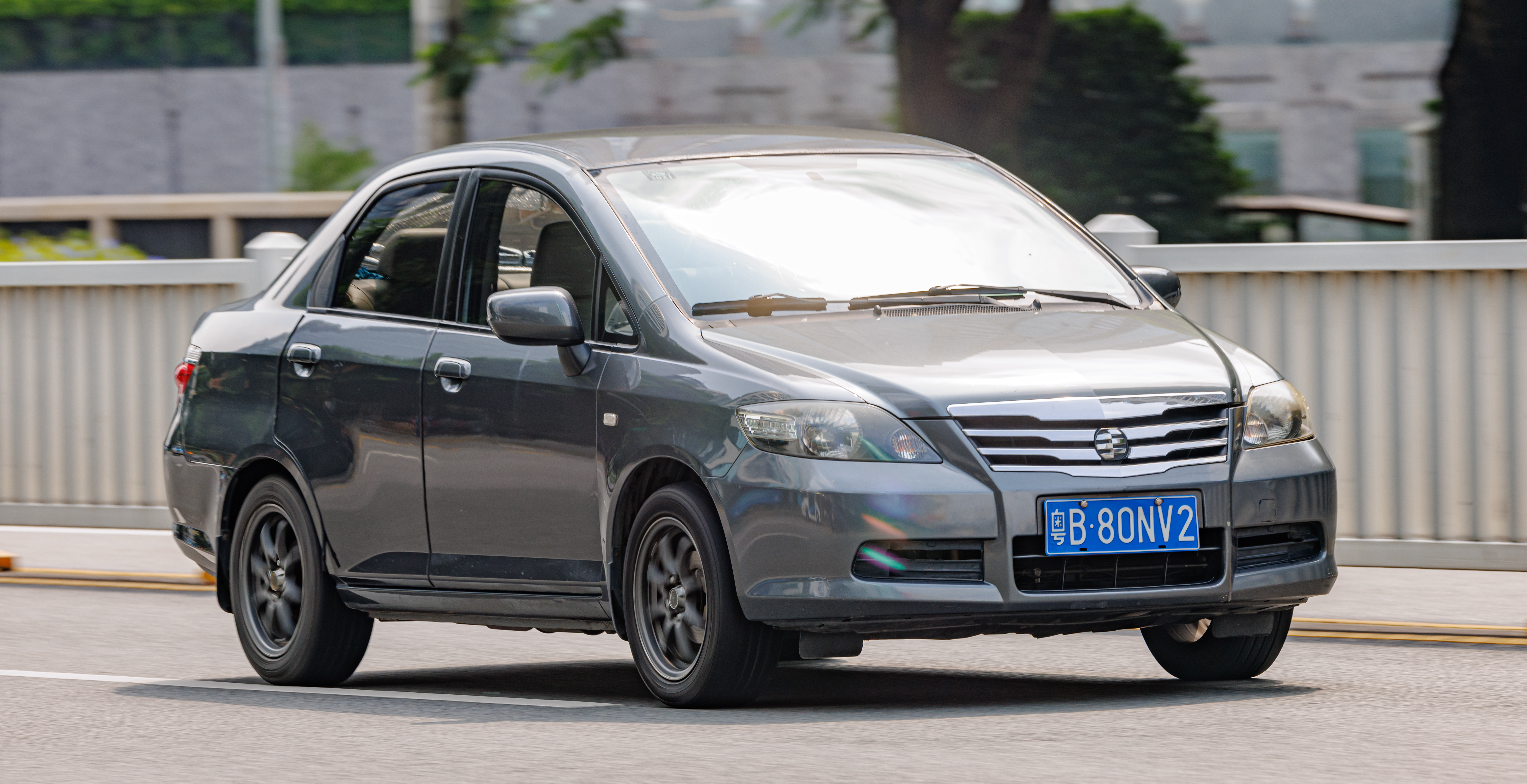
EVERUS S1

Everus (Li Nian en chino simplificado, 理念), la primera marca exclusiva de China de GAC Honda, está dirigida a consumidores de ciudades del interior como Chaozhou y Lanzhou que no pueden permitirse los vehículos de la marca Honda pero desean el prestigio y la base tecnológica que ofrecen las marcas vinculadas al extranjero. Si bien fue la primera marca exclusiva de China para una empresa conjunta chino-extranjera  Existen otras marcas similares, como el Dongfeng/Nissan Venucia.
- VE-1
- EA6

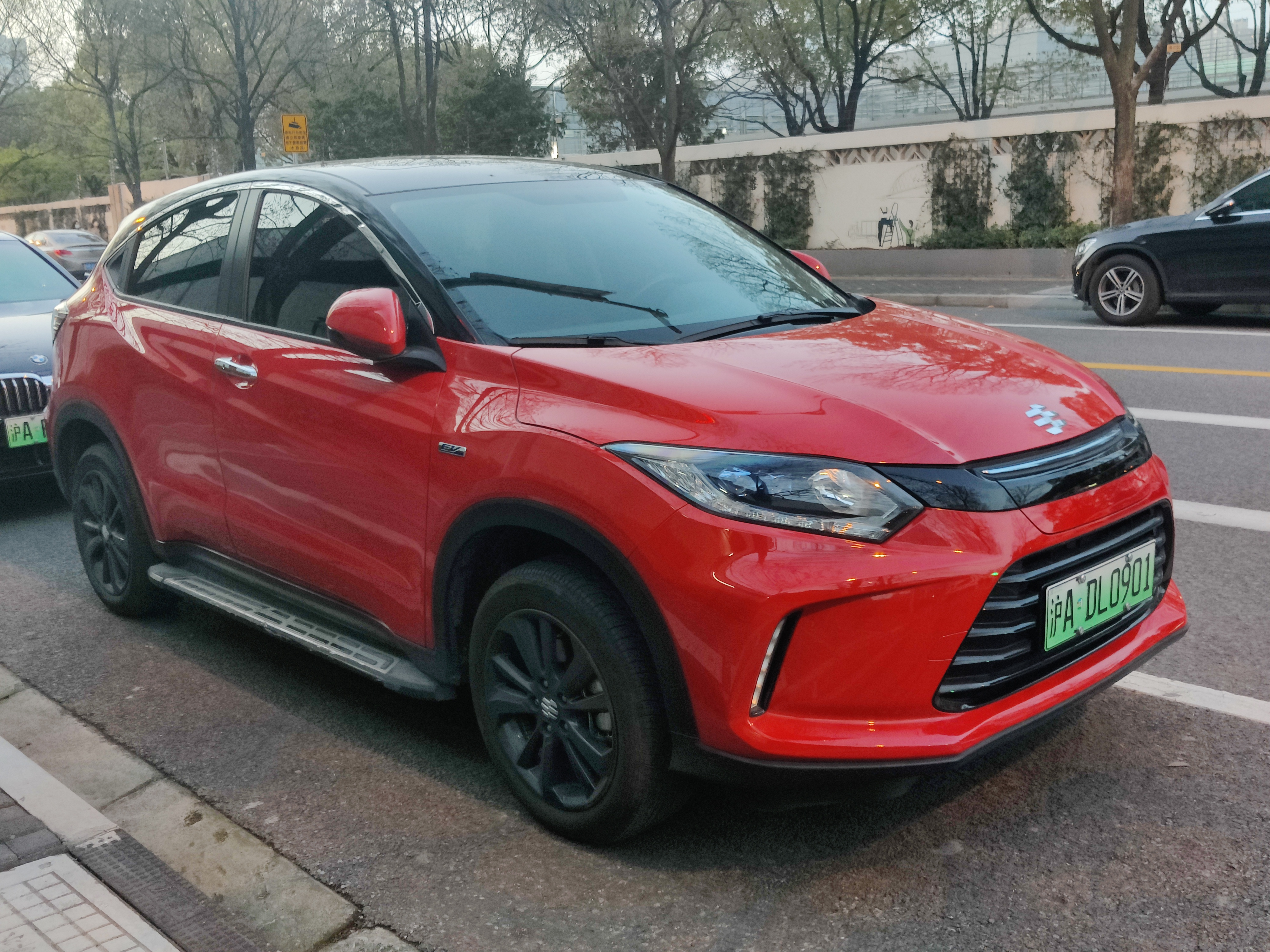
Everus VE-1
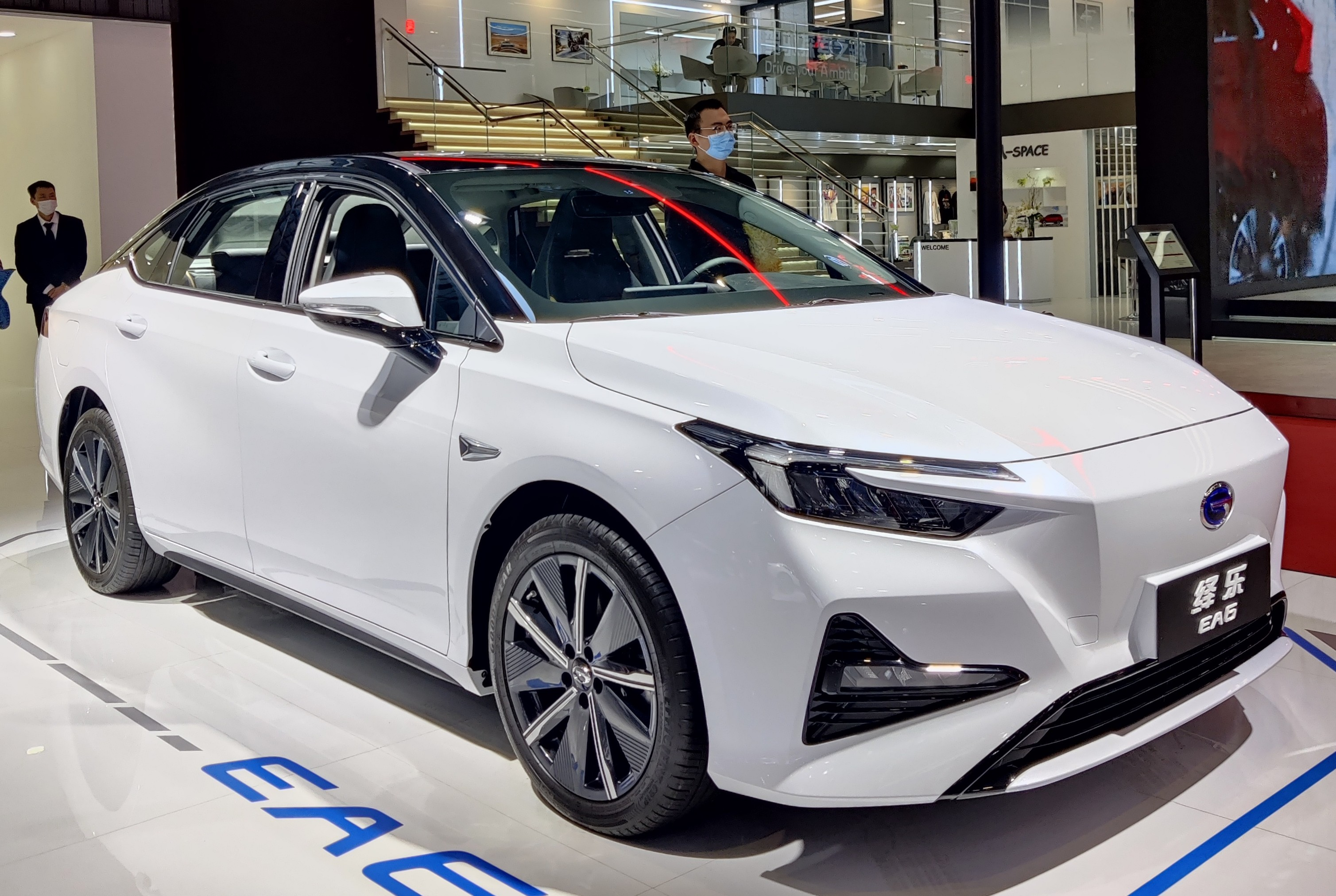
Everus EA6

## Productos anteriores

### Everus
- Everus S1 (2010–2013)

- EVERUS S1

### Honda
- Crosstour (2010–2015)
- City (2004–2019)

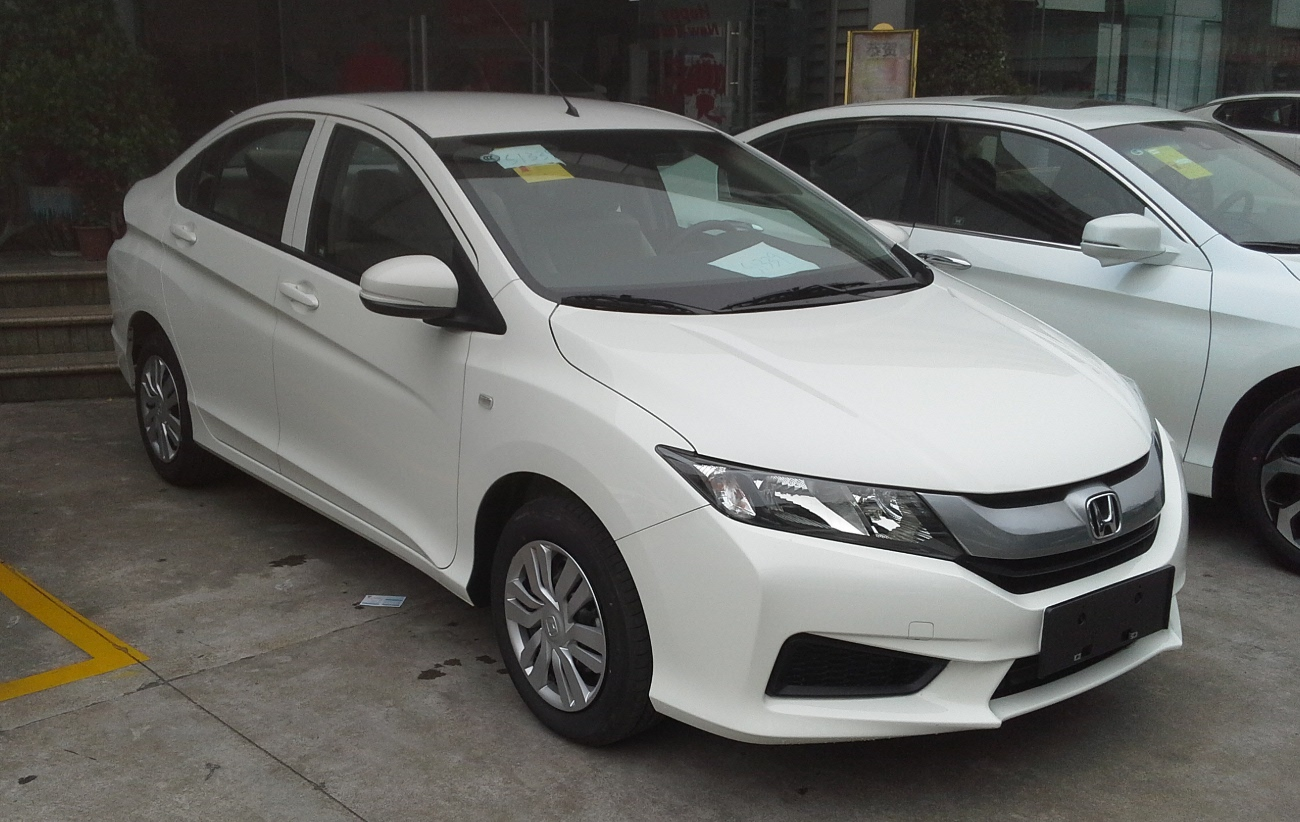
Honda City
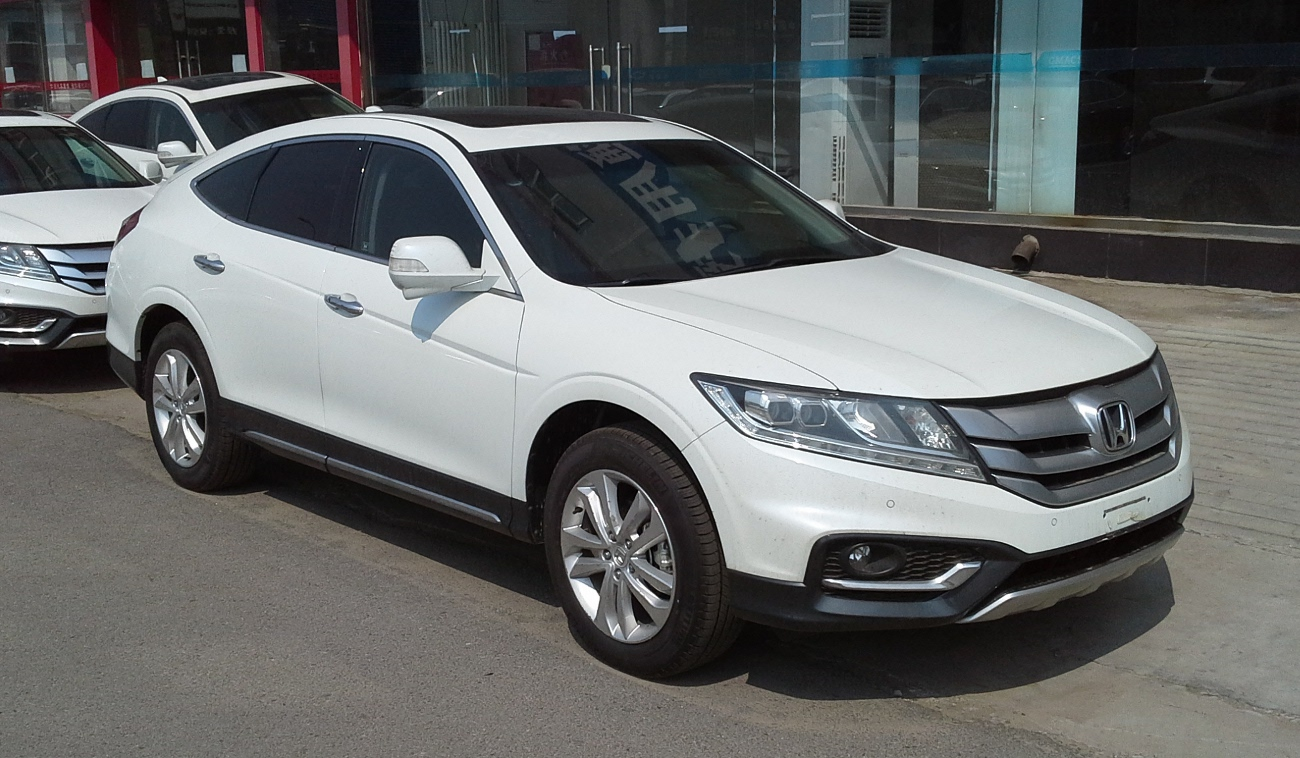
Honda Crosstour

### Acura
- CDX (2016–2022)
- RDX (2019–2022)
- TLX-L (2014–2020)

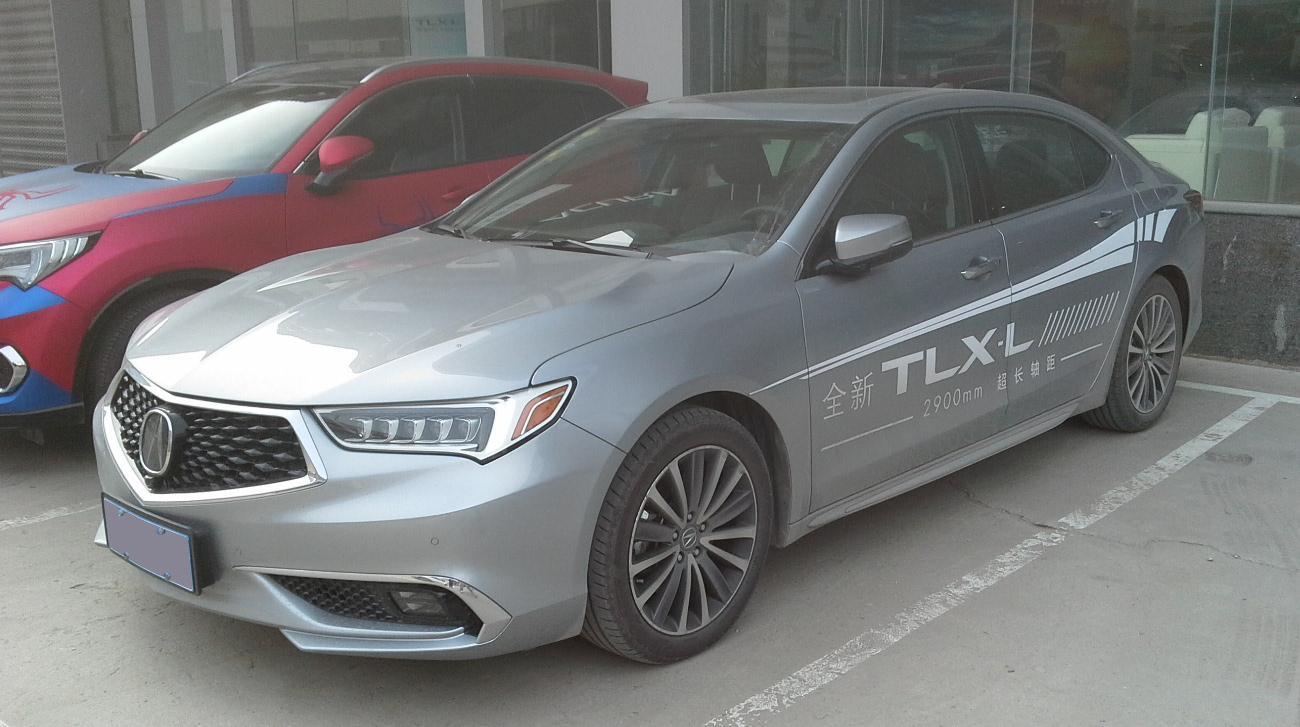
Acura TLX-L
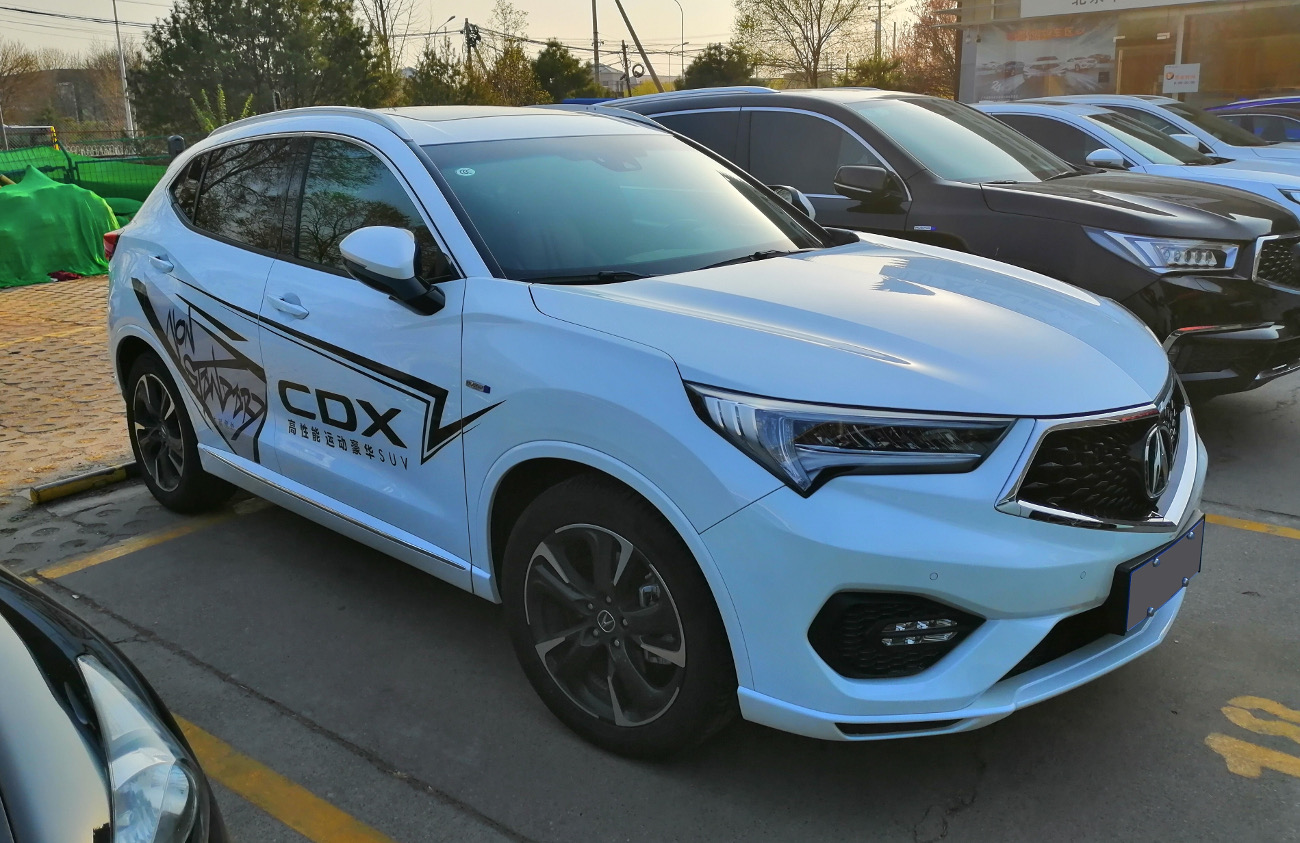
Acura CDX
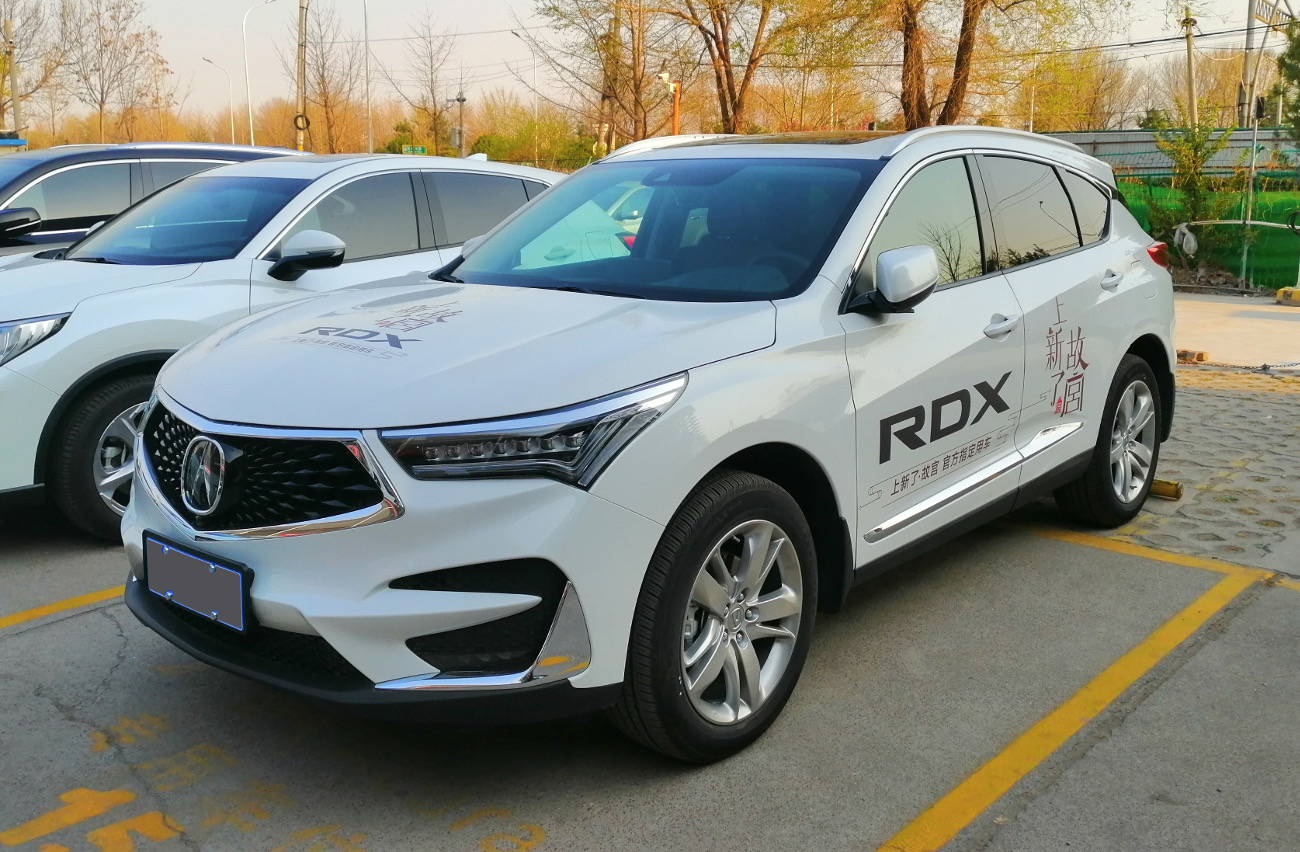
Acura RDX